# Малышка (фильм)
«Малышка» (англ. Sweet Girl) — американский боевик с элементами триллера, снятый Брайаном Эндрю Мендоза. В главных ролях: Джейсон Момоа, Изабела Мерсед, Мануэль Гарсия-Рульфо, Раза Джаффри, Адриа Архона, Джастин Барта, Лекс Скотт Дэвис, Майкл Реймонд-Джеймс, Доминик Фумуса, Брайан Хау, Нельсон Франклин и Реджи Ли.

## Сюжет
В семье из 3 человек мать умирает от рака. Отец (Купер) тратит все свои силы и закладывает имущество для оплаты лечения, но в решающий момент фармацевтическая компания отзывает с рынка необходимое для спасения новое дешёвое лекарство. Мать умирает. На отца выходит журналист, который узнал о некоем заговоре, из-за которого погибла жена. Но неожиданно на журналиста нападает неизвестный и убивает его. Купер и его дочь Рейчел ввязываются в драку с киллером, в результате которой отца тоже убивают, а дочь теряет сознание от удара головой.
Не в силах выдержать потерю второго родителя, сознание 18-летней Рейчел расщепляется. Вторая половина заменяет девушке погибшего отца, и отправляется искать и карать всех виновных в гибели матери. В это время первая половина Рэйчел, с опаской наблюдая за мстящим «отцом», начинает общаться по телефону с разыскивающей её за смерти служащих фармкомпании полицейской. Той однажды удаётся привести девушку в чувство, но Рейчел уже осознанно всё равно продолжает мстить и выходит на баллотирующуюся в сенат конгрессменшу, которая прикидываясь борцом с жестокой фармкомпанией, на самом деле брала у неё взятки и наняла того самого киллера для уничтожения всех следов. Рэйчел в последний момент удаётся удержать себя от нового убийства, она записывает признание конгрессменши, отправляет его в полицию и улетает из страны.

## В ролях
- Джейсон Момоа — Купер
- Изабела Мерсед — Рэйчел
- Мануэль Гарсия ― Рульфо
- Раза Джаффри — Шах
- Адриа Архона ― Аманда Купер
- Джастин Барта ― Саймон Кили
- Лекс Скотт Дэвис ―
- Майкл Реймонд-Джеймс
- Доминик Фумуса
- Брайан Хау
- Нельсон Франклин
- Реджи Ли
- Мариса Томей
- Джейк Аллин
- Мари Зуманигуи

## Производство
В октябре 2019 года Изабела Мерсед присоединилась к актёрскому составу фильма. В декабре 2019 года Мануэль Гарсия-Рульфо, Раза Джаффри, Адриа Архона, Джастин Барта, Лекс Скотт Дэвис, Майкл Реймонд-Джеймс, Доминик Фумуса, Брайан Хау, Нельсон Франклин, Реджи Ли и Мариса Томей присоединились к актёрскому составу фильма.
Съёмочный период начался 11 ноября 2019 года в Питтсбурге, Пенсильвания и завершился 11 февраля 2020 года.

## Релиз
Премьера фильма состоялась на Netflix 20 августа 2021 года.

## Восприятие
На сайте Rotten Tomatoes фильм имеет рейтинг 21 % основанный на 53 отзывах, со средней оценкой 4.3/10.